# (24455) Kaňuchová
(24455) Kaňuchová, désignation internationale (24455) Kanuchova, est un astéroïde de la ceinture principale.

## Description
(24455) Kanuchova est un astéroïde de la ceinture principale. Il fut découvert le 21 août 2000 à la station Anderson Mesa par le programme LONEOS. Il présente une orbite caractérisée par un demi-grand axe de 3,05 UA, une excentricité de 0,05 et une inclinaison de 11,7° par rapport à l'écliptique.

## Compléments